# Vincenzo Sospiri
Vincenzo Sospiri (ur. 7 października 1966 w Forlì) – włoski kierowca wyścigowy.

## Kariera
Ściganie się w kartingu rozpoczął dopiero w wieku 15 lat. Mistrzem świata w tej konkurencji został w roku 1987. Następnie ścigał się w Formule Ford, w latach 1990 - 1991 w Formule 3000, a w roku 1992 - we Włoskiej Formule 3. W 1993 powrócił do Formuły 3000, w której ścigał się do roku 1995, kiedy to został jej mistrzem.
W 1996 roku został kierowcą testowym zespołu Formuły 1 Benetton. W roku 1997 trafił do nowo powstałego zespołu MasterCard Lola, który jednak mocno odstawał od reszty stawki. Podczas kwalifikacji do Grand Prix Australii uzyskał on czas o ponad 11 sekund gorszy od zdobywcy pole position, wskutek czego nie zakwalifikował się do wyścigu. Sospiri nigdy później nie startował już w Formule 1.
W 1997 roku wystartował w wyścigu Indianapolis 500 zaliczanym do serii IRL, a także w pozostałej części sezonu. W 1998 został zaangażowany na kilka wyścigów w zespole All American Racers w serii CART, a w 1999 roku wystartował wraz z Emmanuelem Collardem i Martinem Brundlem w wyścigu 24 godziny Le Mans.
W 2001 roku zakończył karierę. Obecnie jest szefem zespołu Euronova w Europejskiej Formule 3000 oraz menedżerem włoskiego kierowcy Luki Filippiego.

## Starty w karierze
| Sezon | Seria                              | Zespół                 | Starty | PP | Zwyc. | Punkty | Pozycja |
| ----- | ---------------------------------- | ---------------------- | ------ | -- | ----- | ------ | ------- |
| 1990  | Formuła 3000                       | Jordan Racing          | 1      | 0  | 0     | 0      | -       |
| 1991  | Formuła 3000                       | Jordan Racing          | 9      | 0  | 0     | 9      | 8.      |
| 1992  | Włoska Formuła 3                   | Traini Corse           | 10     | 1  | 1     | 23     | 5.      |
| 1993  | Formuła 3000                       | Mythos Racing          | 9      | 0  | 0     | 16     | 7.      |
| 1994  | Formuła 3000                       | Super Nova Racing      | 8      | 0  | 0     | 24     | 4.      |
| 1995  | Formuła 3000                       | Super Nova Racing      | 8      | 0  | 3     | 42     | 1.      |
| 1997  | Formuła 1                          | MasterCard Lola        | 0      | 0  | 0     | 0      | -       |
| 1997  | Indy Racing League                 | Team Scandia           | 6      | 0  | 0     | 134    | 21.     |
| 1998  | CART                               | All American Racers    | 4      | 0  | 0     | 0      | 29.     |
| 1998  | International Sports Racing Series | JB Giesse Team Ferrari | 7      | 1  | 6     | 120    | 1.      |
| 1999  | Sports Racing World Cup            | JB Giesse Team Ferrari | 9      | 1  | 2     | 104    | 1.      |

## Starty w Indianapolis 500
| Rok  | Nadwozie | Silnik     | Start | Wynik | Uwagi |
| ---- | -------- | ---------- | ----- | ----- | ----- |
| 1997 | Dallara  | Oldsmobile | 3     | 17    |       |